# 本巣駅
本巣駅（もとすえき）は、岐阜県本巣市曽井中島にある、樽見鉄道樽見線の駅である。駅番号はTR09。

## 歴史
- 1956年（昭和31年）3月20日：国鉄樽見線大垣駅 - 谷汲口駅間開通時に[3]美濃本巣駅（みのもとすえき）として開設[2][3]。旅客・貨物の取扱を開始[5]。
- 1971年（昭和46年）3月31日：貨物取扱が当駅接続専用線発着車扱貨物のみとなる[6]。同時に旅客の取り扱いについては無人駅化[7]。
- 1984年（昭和59年）10月6日：樽見線が第三セクター樽見鉄道へ転換、同社の駅となる[3]。同時に本巣駅（もとすえき）に改称[3][5]。
- 2006年（平成18年）
  - 3月28日：貨物列車運行終了[3]。
  - 4月1日：貨物取扱廃止。

## 駅構造
島式ホーム1面2線を有する列車交換可能な地上駅。駅構内に樽見鉄道本社と車両基地（本巣機関区）が併設されている。また側線も敷設されている。樽見鉄道の途中駅では唯一の有人駅となっている。以前は自動券売機が設置されていたが、現在は撤去されたため、乗車券は必ず窓口で購入することとなる。

### のりば
| のりば         | 路線    | 方向 | 行先                 |
| -------------- | ------- | ---- | -------------------- |
| 駅舎側・反対側 | ■樽見線 | 上り | モレラ岐阜・大垣方面 |
| 駅舎側・反対側 | ■樽見線 | 下り | 谷汲口・樽見方面     |

※案内上ののりば番号は割り当てられていない。
付記事項
- 側線の出発信号機は大垣方面のみ設置されている。
- 樽見発の大垣方面の列車は当駅の駅舎側ホーム（上り本線）に停車する（※下り本線への場内信号機が存在しないため）。
- 2024年以降、神海駅・樽見駅の棒線化に伴い、当駅は樽見線で最北端の交換駅となっている。当駅 - 樽見駅間は1閉塞であり、上下合わせて1本の列車しか入線できない。

### 貨物取扱・専用線
以前は当駅北方に専用線が接続し、住友大阪セメント岐阜工場からのセメント発送が行われていたが、2006年3月28日限りで廃止され、後に線路も撤去されている。

### 1985年当時の常備貨車
- 住友セメント所有[10]
  - タキ1900形（セメント専用）126両
  - タキ7300形（セメント専用）13両
  - タキ11500形（セメント専用）3両

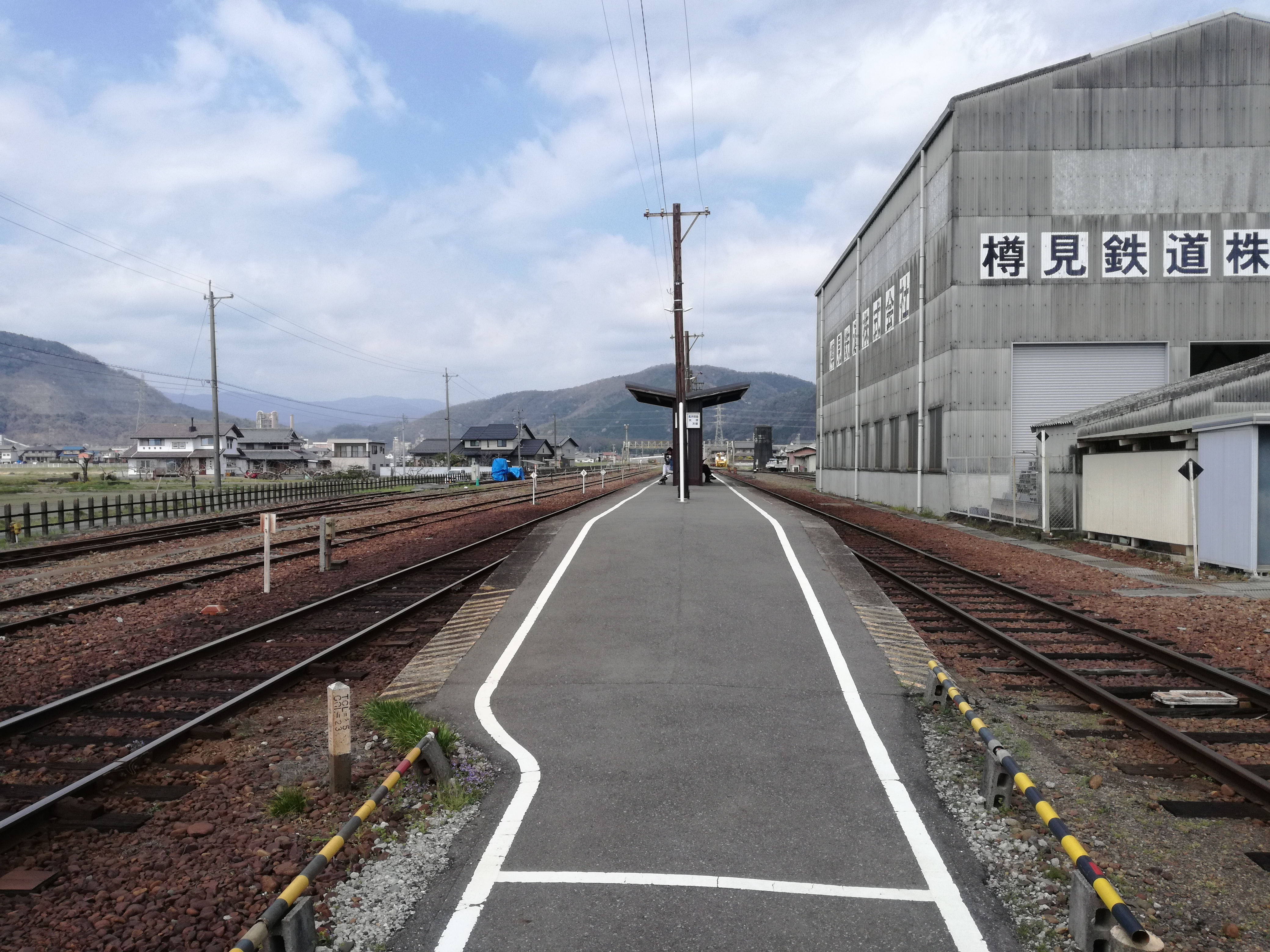
駅構内（2021年4月）
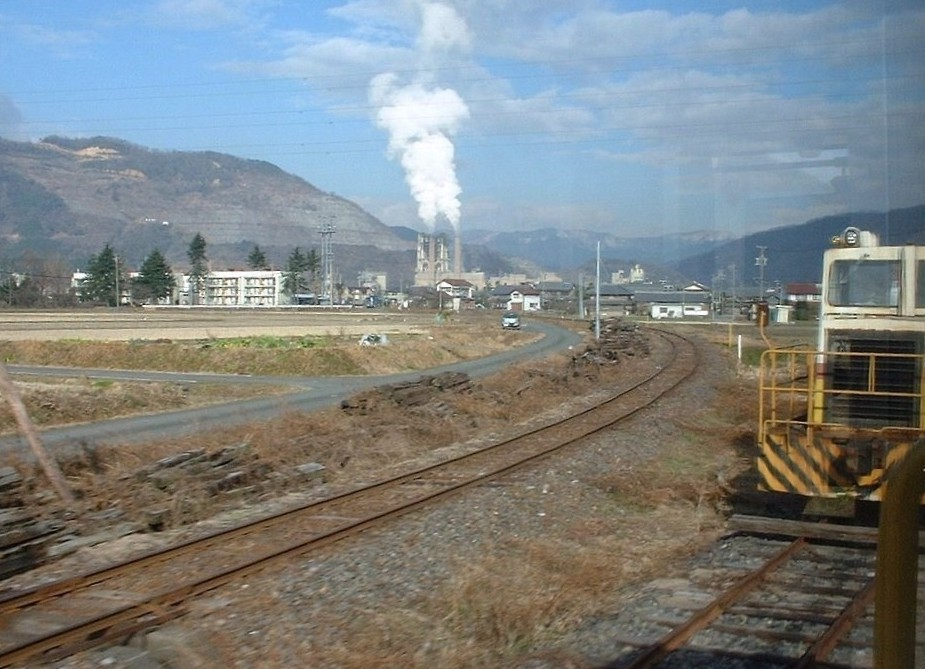
在りし頃の住友大阪セメント岐阜工場専用線 （2004年1月）
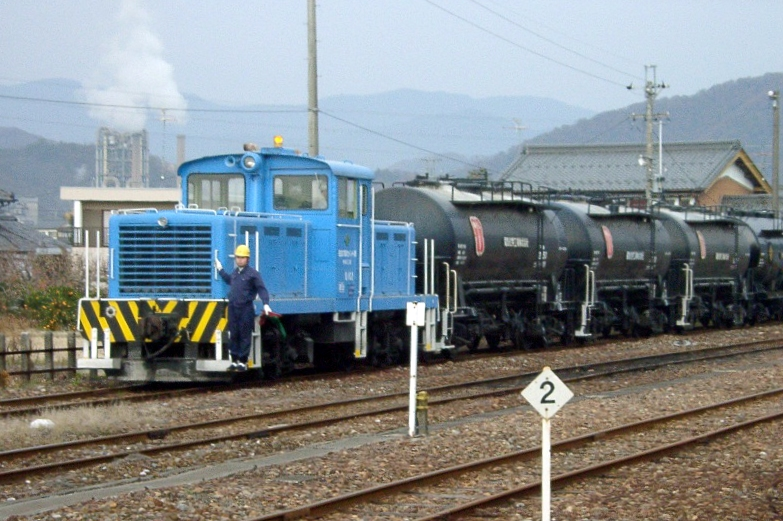
工場から本巣駅へ到着したセメント貨物列車。後方に見える煙突が工場(2001年12月)

## 利用状況
| 年度               | 1日平均乗車人員 |
| ------------------ | --------------- |
| 2011年（平成23年） | 87              |
| 2012年（平成24年） | 77              |
| 2013年（平成25年） | 72              |
| 2014年（平成26年） | 62              |
| 2015年（平成27年） | 63              |
| 2016年（平成28年） | 63              |

## 駅周辺
駅西側は田畑が広がり、付近にはイチゴ園がある。駅東側は住宅地となっており、付近にはスーパーマーケットや教育施設等がある。なお、大平山（標高213 m）は駅東側にあるが、駅からはやや離れている。
駅西側
- つみつみいちごファーム
- 青山いちご園
- 糸貫川
- 岐阜県道78号岐阜大野線

駅東側
- 本巣市役所
- 岐阜市消防本部本巣消防署本巣北分署
- 本巣市立本巣中学校
- 本巣市立本巣小学校
- 本巣市立本巣幼児園
- 本巣郵便局
- 梅英寺
- 照空寺：大平山麓にある寺。
- 国道157号
- 岐阜県道78号岐阜大野線

### バス路線
駅前を通る道路上に「本巣駅」停留所があり、以下の路線が乗入れる。
本巣市市営バス
- 本巣北部線
  - 本巣市役所
  - バロー本巣文殊店
- 本巣・糸貫線
  - モレラ岐阜（※循環系統）

## 隣の駅
樽見鉄道
■樽見線
糸貫駅 (TR08) - 本巣駅 (TR09) - 織部駅 (TR10)